# 訴因
訴因（そいん、英: count）は、刑事訴訟法上の概念である。起訴状の公訴事実欄に記載された犯罪の具体的事実をいう。すなわち、訴因とは特定の犯罪の構成要件にあてはめて法律的に構成された具体的事実である。逆を言えば、裁判所は訴因変更の手続きが取られない限り、訴因として記載されていない犯罪事実をにつき審判することはできない。これを訴因の拘束力という。民事訴訟法上の請求原因に相当する。
日本の刑事訴訟が訴因主義を取ることは、刑事訴訟法に明文の規定がある。
刑事訴訟法第256条3項　公訴事実は、訴因を明示してこれを記載しなければならない。訴因を明示するには、できる限り日時、場所及び方法を以て罪となるべき事実を特定してこれをしなければならない。

## 訴因の機能
訴因は裁判所に対して審判対象を限定する。これを訴因の審判対象画定機能という。逆に被告人から見れば、訴因は防御の範囲を限定する機能を持つ。これを訴因の防御機能という。訴因の機能は一義的には審判対象の画定であり、防御機能は副次的な機能である。審判対象の画定と防御の範囲の限定はコインの表裏の関係にあり、審判対象が画定されることで、これによって被告人に防御の範囲を限定することができることになる、と解するのが判例である。
すなわち、訴因は審判対象の画定(訴因対象説)を通じて被告人の基本的防御権のみを保障している。
(刑訴法256条)

## 訴因の特定
訴因には犯罪構成要件事実である実行行為や結果など、審判対象の画定に不可欠な事実を記載することが必要であり、それで十分である。あまりに詳細な訴因の記載は、予断排除の原則(起訴状一本主義)に反する。

## 訴因変更の要否
訴因は犯罪の具体的事実を記載したものである。訴因として記載された事実と異なる事実を認定するためには、訴因の変更が必要になる。しかし、わずかな事実の変動で、いちいち訴因の変更手続きを要求するのは現実的ではない。そこで一定の重要な事実の変更の場合に訴因変更が必要となる。
審判対象の画定に不可欠な犯罪の本質的事実と異なる事実を認定するためには、訴因変更が必要である。ただし、訴因に含まれる事実の一部だけを認定するような場合には、訴因変更手続は不要とされる。これを縮小認定という。事実関係に相違がなければ法律構成に変動があっても訴因変更手続は不要である。
審判対象の画定に不可欠ではない犯罪の非本質的事実が争点を明確にするために訴因に記載された場合に、その事実と異なる事実を認定するためには、原則として訴因変更手続が必要である。ただし認定される事実が被告人にとって不意打ちでなく、かつ訴因に記載された事実より不利益な事実でない場合には、例外的に訴因変更手続が不要となる。非本質的事実ではあるが訴因に記載されることの多い事実としては、動機や犯行に至る経緯などがある。
審判対象の画定に不可欠ではない犯罪の非本質的事実が訴因として記載されていない場合であっても、不意打ちを防止するために争点として顕在化しておかなければ、その事実を認定することはできない。争点を顕在化する手続としては、裁判官が検察官に対して立証を促したり、弁護人に対して防御を促したりすることが考えられる。また証人尋問の際に、裁判官からその点について質問するなどして関心を示しておけば足りる場合もある。
(起訴状の変更　刑訴法312条)
訴因変更の要否に付き最判昭41.7.26

## 訴因変更の可否
起訴状に訴因として記載されていない事実をもって、被告人を有罪にすることはできない。そこで検察官は、当初の訴因では有罪判決を得ることが困難であると考えたときに、訴因の変更を求めることができる。ただし、いかなる変更も許されるわけではない。刑事訴訟法は、訴因の変更が許される範囲について、以下の規定を置いている。
刑事訴訟法第312条1項 　裁判所は、検察官の請求があるときは、公訴事実の同一性を害しない限度において、起訴状に記載された訴因又は罰条の追加、撤回又は変更を許さなければならない。
「公訴事実の同一性」がいかなる範囲を指し示すのかについては学説上争いがあるが、狭義の同一性と単一性を基準として範囲を確定する見解が有力である。すなわち、公訴事実が単一（実体法上一罪であること。「住居に侵入して窃盗をした」という事例において、窃盗罪と住居侵入罪間は公訴事実が単一であるため、訴因変更可能）であり、かつ、狭義同一（犯罪を構成する事実関係の基本的部分が社会通念上同一であること。これについては、両訴因が両立するなら併合罪として追起訴になるため、非両立であることも考慮。）であれば、訴因変更をできる。
公訴の同一性の基準に付き最判昭27.10.30
非両立基準　最判昭53.3.6
訴因変更の時期的限界　最判昭47.7.25

## 訴因変更命令
刑事訴訟における当事者主義の帰結として、裁判所は、検察官の設定した訴因を逸脱して事実認定をすることができない（これに反して訴因逸脱認定がなされた場合、絶対的控訴理由（378条3号）となる）。しかし、この原則を貫くと真実発見（1条）が阻害される場合もあるので、刑事訴訟法では、裁判所が検察官に対して訴因又は罰条を追加又は変更すべきことを命令できるとしている（312条2項）。訴因変更命令と呼ばれる。
訴因変更命令に形成力が認められるか、すなわち、命令を発したが検察官がこれに従わない場合にも訴因変更の効果が生ずるか、には争いがある。判例・通説は、当事者主義の帰結として、形成力はないとしている（最大判昭和40年4月28日刑集19巻3号270頁）。したがって、当初の訴因では有罪認定ができないが、別の訴因であればそれができる、という場合であっても、検察官があくまで当初の訴因を維持するときには、裁判所としては無罪判決を下さざるを得ない。
訴因変更命令義務　最判昭43.11.26